# Лайонс (Іллінойс)
Лайонс (англ. Lyons) — селище (англ. village) в США, в окрузі Кук штату Іллінойс. Населення — 10 817 осіб (2020).

## Географія
Лайонс розташований за координатами 41°48′44″ пн. ш. 87°49′7″ зх. д. / 41.81222° пн. ш. 87.81861° зх. д. (41.812184, -87.818589).  За даними Бюро перепису населення США в 2010 році селище мало площу 5,81 км², з яких 5,66 км² — суходіл та 0,15 км² — водойми.

## Демографія
Згідно з переписом 2010 року, у селищі мешкало 10 729 осіб у 4060 домогосподарствах у складі 2594 родин. Густота населення становила 1847 осіб/км².  Було 4376 помешкань (754/км²).
Расовий склад населення:
| - 74,9 % — білих - 4,2 % — чорних або афроамериканців - 1,4 % — азіатів - 0,8 % — корінних американців - 16,2 % — осіб інших рас |

До двох чи більше рас належало 2,5 %. Частка іспаномовних становила 38,3 % від усіх жителів.
За віковим діапазоном населення розподілялося таким чином: 23,9 % — особи молодші 18 років, 63,9 % — особи у віці 18—64 років, 12,2 % — особи у віці 65 років та старші. Медіана віку мешканця становила 36,1 року. На 100 осіб жіночої статі у селищі припадало 100,6 чоловіків;  на 100 жінок у віці від 18 років та старших — 98,3 чоловіків також старших 18 років.
Середній дохід на одне домашнє господарство  становив 56 682 долари США (медіана — 44 534), а середній дохід на одну сім'ю — 67 643 долари (медіана — 57 217). Медіана доходів становила 40 317 доларів для чоловіків та 31 597 доларів для жінок. За межею бідності перебувало 15,2 % осіб, у тому числі 21,2 % дітей у віці до 18 років та 10,2 % осіб у віці 65 років та старших.
Цивільне працевлаштоване населення становило 5008 осіб. Основні галузі зайнятості: освіта, охорона здоров'я та соціальна допомога — 15,2 %, виробництво — 15,0 %, транспорт — 11,8 %, роздрібна торгівля — 11,3 %.